# Moje Öholm
Mauritz „Moje“ Öholm (21. prosince 1883 – 14. září 1954) byl švédský rychlobruslař.
V roce 1902 se poprvé představil na švédském šampionátu, o rok později debutoval na Mistrovství Evropy. Kontinentální šampionát vyhrál v letech 1907 a 1908, roku 1909 byl třetí. Na téže příčce se umístil i na Mistrovství světa 1908. Poslední start na švédském mistrovství absolvoval v roce 1915. O čtyři roku později se zúčastnil jednoho veteránského závodu.